# Коммунаровский сельсовет (Хакасия)
Коммунаровский сельсовет (до 2009 года — Коммунаровский поссовет) — сельское поселение в Ширинском районе Хакасии.
Административный центр — посёлок Коммунар.

## История
Статус и границы сельского поселения установлены Законом Республики Хакасия от 7 октября 2004 года № 63 «Об утверждении границ муниципальных образований Ширинского района и наделении их соответственно статусом муниципального района, сельского поселения»

Закон Республики Хакасия  N 19-ЗРХ от 10 февраля 2009 года "О внесении изменений в Закон Республики Хакасия "Об утверждении границ муниципальных образований Ширинского района и наделении их соответственно статусом муниципального района, городского, сельского поселения"" гласил:
Внести в Закон Республики Хакасия от 7 октября 2004 года N 63 "Об утверждении границ муниципальных образований Ширинского района и наделении их соответственно статусом муниципального района, городского, сельского поселения"  следующие изменения:
...
в статье 3 слова "Коммунаровский поссовет, Туимский поссовет, Ширинский поссовет" заменить словами "Коммунаровский сельсовет, Туимский сельсовет, Ширинский сельсовет"

## Население
| 2010  | 2012  | 2013  | 2014  | 2015  | 2016  | 2017  |
| ----- | ----- | ----- | ----- | ----- | ----- | ----- |
| 2394  | ↘2329 | ↘2300 | ↘2264 | ↘2207 | ↘2158 | →2158 |
| 2018  | 2019  | 2020  | 2021  |       |       |       |
| ↘2123 | ↘2086 | ↘2030 | ↘1574 |       |       |       |

## Состав сельского поселения
В состав сельского поселения входят 3 населённых пункта:
| № | Населённый пункт | Тип населённого пункта          | Население |
| - | ---------------- | ------------------------------- | --------- |
| 1 | Коммунар         | посёлок, административный центр | ↘2299     |
| 2 | Малая Сыя        | село                            | 32        |
| 3 | Мирный           | село                            | 63        |

## Местное самоуправление
Администрация
с. Коммунар, Пролетарская, 77
Глава администрации
- Батурин Сергей Иванович

## Археология
- Близ села Малая Сыя на левом берегу реки Белый Июс находится древнейшая палеолитическая стоянка Хакасии Малая Сыя (30—35 тыс. л. н.), обнаруженная в 1975 году новосибирским археологом В. Е. Ларичевым[15]. На стоянке обнаружены древние каменные орудия, кости оленей, бизонов, сибирского горного козла, сверленые украшения, обработанные резцами[16].